# 擬白帶尖胸沫蟬
擬白帶尖胸沫蟬（学名：Aphrophora nagasawae）为尖胸沫蟬科尖胸沫蟬屬下的一个种。